# Российско-науруанские отношения
Российско-науруанские отношения — дипломатические отношения между Россией и Науру.

## История отношений в датах
- 30 декабря 1987 года — установление дипломатических отношений между СССР и Науру.
- 10 декабря 2009 года — науруанская делегация была принята Министром иностранных дел Российской Федерации С. В. Лавровым.
- 15—16 декабря 2009 года — Науру признала независимость Абхазии и Южной Осетии.
- 1 февраля 2012 года — Министр иностранных дел С. В. Лавров провел беседу с президентом Науру С. Дабвиду в городе Нанди.
- 6 ноября 2013 года — визит президента Науру Барона Вакой в Екатеринбург.
- 7 ноября 2013 года — Министр иностранных дел С. В. Лавров провел встречу с президентом Науру Бароном Вакой
- 24 сентября 2014 года — Российская Федерация и Науру подписали договор о взаимных безвизовых поездках граждан обеих стран.

## Науру — офшорная зона
В 1990-е годы остров Науру превратился в офшорную зону. Там было зарегистрировано несколько сотен банков, в которые в 1998 году из России поступило вкладов на 70 млрд долларов США.. Под давлением ФАТФ (Межправительственная комиссия по борьбе с отмыванием криминальных капиталов) и под угрозой санкций со стороны США Республика Науру была вынуждена в 2001 году ограничить, а в 2003 году — запретить деятельность офшорных банков и принять меры против отмывания денег.

## Визит делегации Науру в Москву (2009 г.)
10 декабря 2009 года Министр иностранных дел Российской Федерации С. В. Лавров принял делегацию Республики Науру во главе с Министром иностранных дел, торговли и финансов. В ходе беседы главы внешнеполитических ведомств обменялись мнениями по актуальным вопросам двусторонней и международной повестки дня.
С обеих сторон отмечена заинтересованность в развитии российско-науруанских отношений, прежде всего в торгово-экономической и инвестиционной областях. Подтверждена готовность к углублению взаимодействия двух стран в рамках международных организаций и форумов. В этой связи подчёркнуто, что Россия проводит линию на развитие отношений с Республикой Науру в контексте активизации связей со странами АТР, включая островные государства южной части Тихого океана.
В этот же день состоялись встречи членов делегации в ряде российских экономических министерств и ведомств, которые прошли в конструктивной и деловой атмосфере. Стороны проявили интерес к налаживанию взаимовыгодного сотрудничества в таких областях, как разработка полезных ископаемых, рыболовство, строительство объектов инфраструктуры в Науру. Достигнута договорённость о продолжении контактов на регулярной основе.
Науруанская делегация посетила Абхазию и Южную Осетию и провела переговоры с руководством этих республик. По итогам переговоров подписаны документы об установлении дипломатических отношений между Республикой Науру и, соответственно, Республикой Абхазия и Республикой Южная Осетия.

## Признание Южной Осетии и Абхазии
15—16 декабря 2009 года Республика Науру стала четвёртой страной мира, признавшей независимость Абхазии и Южной Осетии, после России, Никарагуа и Венесуэлы..
15 декабря 2009 года в администрации президента Абхазии состоялось подписание главой МИДа Абхазии Сергеем Шамбой и министром иностранных дел, внешней торговли и финансов Республики Науру Киреном Кеке соглашения об установлении дипломатических отношений. 16 декабря 2009 года были установлены дипломатические отношения между Науру и Южной Осетией. Установление дипломатических отношений автоматически означает официальное признание независимости Абхазии и Южной Осетии этим островным государством.

## Визит делегации Науру в Екатеринбург
6 ноября 2013 года президент Науру Барон Вака посетил вместе со своей делегацией город Екатеринбург. Президент Науру встретился с руководством области, узнал о том, как город готовится к «ЭКСПО-2020» и, в свою очередь, пообещал, что Науру поддержит заявку Екатеринбурга на проведение Всемирной выставки в 2020 году..

## Отмена визы
7 ноября 2013 года на встрече главы российского МИДа и президента Науру было объявлено о том, что Россия и Науру готовят соглашение об отмене виз. «Готовится соглашение о безвизовых поездках, о сотрудничестве в сфере рыболовства, других сферах», — сказал Лавров.
24 сентября 2014 года Российская Федерация и Науру подписали договор о безвизовом режиме.

## Посол России
В настоящее время посол России в Австралийском Союзе по совместительству — посол в Республике Науру.

## Список послов Российской Федерации в Науру
(послами по совместительству назначаются послы в Австралии)
1. Долгов, Вячеслав Иванович (до 19 августа 1995 г., № 863)
2. Лосюков, Александр Прохорович (19 августа 1995 г., № 864 — 6 сентября 1997 г., № 997)
3. Хамидулин, Рашит Луфтулович (31 августа 1998 г., № 1030 — 20 июля 2001 г., № 898)
4. Моисеев, Леонид Петрович (20 июля 2001 г., № 901 — 10 ноября 2005 г., № 1289)
5. Блохин, Александр Викторович (10 ноября 2005 г., № 1290 — 29 июня 2010 г., № 797)
6. Морозов, Владимир Николаевич (с 29 июня 2010 г., № 799 — 28 июля 2016 г., № 379)
7. Логвинов, Григорий Семёнович (8 сентября 2016 г., № 464 — 3 апреля 2019 г., № 144)
8. Павловский, Алексей Викторович (с 17 сентября 2019 г., № 455)